# Katherine Cannon
Katherine Cannon (* 6. September 1953 in Hartford, Connecticut) ist eine US-amerikanische Schauspielerin.

## Leben und Leistungen
In Connecticut geboren, wuchs Cannon als Tochter einer Tänzerin überwiegend im kalifornischen Laguna Beach auf. Durch ihre Bekanntschaft mit Judy Farrell, der damaligen Ehefrau von Mike Farrell, konnte sie an die Schauspielbranche vermittelt werden. Ihre Karriere begann Cannon als Fernsehdarstellerin und debütierte in den siebziger Jahren mit verschiedenen Auftritten in Episoden von Serien wie Hawaii Fünf-Null (1970), Notruf California (1973), Barnaby Jones (1975) und Pazifikgeschwader 214 (1977). Von 1981 bis 1983 verkörperte sie in der Western-Serie Vater Murphy als Mae Woodward eine der Hauptrollen. Von 1992 bis 2000 hatte Cannon zudem mit dem Charakter Felice Martin eine wiederkehrende Rolle in der Jugendserie Beverly Hills, 90210.
Cannon war von 1974 bis 1980 mit dem Fernsehregisseur Richard Chambers verheiratet. Aus dieser Ehe stammt ein gemeinsamer Sohn. Im Jahr 2001 heiratete sie ihren Schauspielkollegen Dean Butler, den sie ursprünglich beim Vorsprechen für ihre Rolle in Vater Murphy kennengelernt hatte.
Cannons Schaffen umfasst bis heute Auftritte in rund 70 verschiedenen Produktionen, von denen der überwiegende Großteil Fernsehserien sind.

## Filmografie (Auswahl)
- 1970–1978: Hawaii Fünf-Null (Hawaii Five-O, Fernsehserie, 2 Folgen)
- 1971: Ohne Furcht und Sattel (Bearcats!, Fernsehserie, 1 Folge)
- 1971: Private Duty Nurses
- 1971: Die Gnadenlosen (Fools’ Parade)
- 1973: Notruf California (Emergency!, Fernsehserie, 1 Folge)
- 1973: Rauchende Colts (Gunsmoke, Fernsehserie, 1 Folge)
- 1973–1975: Der Chef (Ironside, Fernsehserie, 2 Folgen)
- 1974: Cannon (Fernsehserie, 1 Folge)
- 1974: Die Straßen von San Francisco (The Streets of San Francisco, Fernsehserie, 1 Folge)
- 1974: Real Pleasure
- 1975–1977: Barnaby Jones (Fernsehserie, 3 Folgen)
- 1977–1978: Pazifikgeschwader 214 (Black Sheep Squadron, Fernsehserie, 7 Folgen)
- 1978: Kampfstern Galactica (Battlestar Galactica, Fernsehserie, 1 Folge)
- 1978–1980: CHiPs (Fernsehserie, 4 Folgen)
- 1979: Der unglaubliche Hulk (The Incredible Hulk, Fernsehserie, 1 Folge)
- 1980–1983: Magnum (Magnum, P.I., Fernsehserie, 2 Folgen)
- 1981–1983: Vater Murphy (Father Murphy, Fernsehserie, alle Folgen)
- 1984: Hotel (Fernsehserie, 1 Folge)
- 1984: Mike Hammer (Mickey Spillane's Mike Hammer, Fernsehserie, 1 Folge)
- 1984: Matt Houston (Fernsehserie, 1 Folge)
- 1984: The Red Fury
- 1985: Trio mit vier Fäusten (Riptide, Fernsehserie, 1 Folge)
- 1985: Airwolf (Fernsehserie, 1 Folge)
- 1986–1990: Hunter (Fernsehserie, 2 Folgen)
- 1986–1991: Matlock (Fernsehserie, 5 Folgen)
- 1986–1995: Mord ist ihr Hobby (Murder, She Wrote, Fernsehserie, 5 Folgen)
- 1987: The Hidden – Das unsagbar Böse (The Hidden)
- 1989–1992: Harrys Nest (Empty Nest, Fernsehserie, 2 Folgen)
- 1990: Hardball (Fernsehserie, 1 Folge)
- 1990: Columbo (Fernsehserie, 1 Folge)
- 1991: Jake und McCabe – Durch dick und dünn (Jake and the Fatman, Fernsehserie, 1 Folge)
- 1991: Dallas (Fernsehserie, 1 Folge)
- 1991: In der Hitze der Nacht (In the Heat of the Night, Fernsehserie, 1 Folge)
- 1992: Doogie Howser, M.D. (Fernsehserie, 1 Folge)
- 1992–2000: Beverly Hills, 90210 (Fernsehserie, 44 Folgen)
- 1992: Blossom (Fernsehserie, 1 Folge)
- 1993: The Hidden II (Archivmaterial)
- 1998: JAG – Im Auftrag der Ehre (JAG, Fernsehserie, 1 Folge)
- 1998: Seven Days – Das Tor zur Zeit (Seven Days, Fernsehserie, 2 Folgen)
- 2002: Shattered Lies
- 2003: Down the Barrel
- 2004: She Spies – Drei Ladies Undercover (She Spies, Fernsehserie, 1 Folge)
- 2015: Little House on the Prairie: The Legacy of Laura Ingalls Wilder (Stimme)